# Фельдман, Александр (анархист)
Саша (Александр) Фельдман (?, Бессарабская губерния — 16 октября 1919, Одесса) — анархист, член Одесского Совета. С 1919 по 1941 годы его именем назывался Приморский бульвар (бульвар Фельдмана) и Потёмкинская лестница (лестница бульвара Фельдмана) в Одессе.

## Биография
Родился во конце 1880-х годов в Бессарабии в зажиточной семье. Учился во 2-й одесской прогимназии на улице Пушкинской, № 18. Будучи студентом Императорского Новороссийского университета был 2 августа 1906 года приговорён военным судом на 2 года и 8 месяцев каторги как «уличённый в принадлежности к революционной партии, поставившей себе целью ниспровержение государственного строя, и в хранении взрывчатых снарядов». После освобождения находился за границей, в том числе в Америке, где увлёкся анархизмом.
6 марта 1917 года Саша Фельдман был избран в Одесский Совет и назначен товарищем председателя, секретарём президиума губисполкома. Член коллегии совета Владимир Дёготь писал: «Секретарём был известный анархист Саша Фельдман. Он был одним из тех анархистов, которые всё время работали с нами. Мы ему, безусловно, доверяли. Это был небольшого роста худенький человек с измученным лицом… Когда немцы стали наступать, он бросил своё секретарство, взялся за винт и пошёл сражаться против немцев. В 1918 году он снова был секретарём Исполкома и, когда Деникин взял власть, остался работать в подполье».
В августе 1918 года Фельдман служил в «Коммунистическом батальоне», с оставшимися бойцами которого примкнул к махновцам. Во время интервенции стал членом одесского подпольного ревкома и был избран его секретарём, состоял в Союзе строительных рабочих. Был редактором и издателем газеты анархистов на французском языке для солдат и матросов противника.
В 1919 году служил комиссаром 54-го пехотного полка под управлением Михаила Винницкого (Мишки Япончика). Согласно приказу Одесского окрвоенкомата № 614 от 10 июня 1919 года: «Допускается к исполнению должности командира 54 пехотного полка тов. Винницкий, помощником его тов. Вершинский, комиссарами тт. Зеньков и Фельдман». 19 июля Саша Фельдман докладывал в окрвоенкомат: «Считаю себя обязанным обратить Ваше внимание на замеченные мною безобразия в связи с моим пребыванием в 54-м полку. Первое, что в армию добровольно записывается много людей, не способных и не желающих в ней служить, что особенно даёт себя чувствовать при уходе на фронт. Кроме того, необходимо обратить серьёзное внимание на военный госпиталь (Пироговская улица), где, по заявлению, поступившему ко мне через командира 54-го полка Винницкого, берут взятки у лиц, посылаемых туда на испытания, за что их освобождают из Красной Армии. Политком 54-го Украинского Советского полка. А. Фельдман». Вернувшись в Одессу, снова стал секретарём подпольного ревкома.
Вечером 3(16) октября 1919 года был убит выстрелами в спину на Базарной улице, 83 (по другим данным, у дома № 89 по Большой Арнаутской улице). В № 134—135 подпольной газеты «Одесский коммунист» было опубликовано объявление: «Одесский комитет РКП(б) Украины и редакция „Одесского коммуниста“ низко склоняют свою голову над свежей могилой самоотверженного революционера т. Саши Фельдмана, павшего от рук врагов рабочего класса». После освобождения города Николаевский бульвар был переименован в бульвар Фельдмана, его именем был также назван клуб на улице Островидова, № 86.